# 카에디
카에디(아랍어: كيهيدي, 프랑스어: Kaédi)는 모리타니 남부에 위치한 도시로, 고르골 주의 주도이며 인구는 약 60,000명이다. 세네갈강과 접하며 누악쇼트(모리타니의 수도)에서 435km 정도 떨어진 곳에 위치한다.

## 같이 보기
- 고르골주